# Compartamos
Compartamos Banco est une banque mexicaine fondée en 1990. C'est l'une des entreprises de micro-finance les plus importantes de l'amérique latine, qui sert plus de 2,5 millions de clients. Son siège social est situé à Mexico, et elle possède 352 bureaux à travers le Mexique. La banque possède plusieurs branches, dont une de crédit et une d'assurances. 